# 丙炔锂
丙炔锂（又称丙炔基锂）是一种有机锂化合物，化学式为LiC
2CH
3。它是白色固体，可溶于乙二醇二甲醚和四氢呋喃。为了防止丙炔锂被氧气和水降解，它和溶液会在惰性气体（氩气或氮气）下处理。虽然丙炔锂通常被描述为单体，但它像其他有机锂化合物一样，采用更为复杂的簇结构。

## 合成
已知有多种丙炔锂的制备方法，但最快捷的途径从1-溴丙烯开始：
CH3CH=CHBr + 2 BuLi → CH3C≡CLi + 2 BuH + LiBr

### 过去途径
将丙炔气体通入正丁基锂溶液，或者在液氨或其他溶剂中用锂直接将丙炔金属化，都可以合成丙炔锂。然而，丙炔很贵，所以人们有时会将它换成用于焊接且更便宜的气体混合物，混有少量丙炔。

## 应用
丙炔锂在有机合成中用作反应物。它是亲核试剂，可以与醛加成生成仲醇，与酮则会生成叔醇，与酰氯则会生成含丙炔基的酮。这些反应用于合成复杂的天然和合成物质，例如美服培酮。